# Wahlenbergia pulvillus-gigantis
Wahlenbergia pulvillus-gigantis là loài thực vật có hoa trong họ Hoa chuông. Loài này được Hilliard & B.L.Burtt miêu tả khoa học đầu tiên năm 1971.